# سيسلرية
السيسلرية (الاسم العلمي:Sesleria) هي جنس نباتي يتبع الفصيلة النجيلية من رتبة القبئيات.

## من أنواعهاالواطنةفيالوطن العربي
- السيسلرية البيضاء (باللاتينية: Sesleria alba)

## أنواع
- سيسلرية أراراتية
- سيسلرية بيضاء
- سيسلرية بيضاء الرأس
- سيسلرية بيضوية
- سيسلرية جزرية
- سيسلرية خريفية
- سيسلرية رقيقة
- سيسلرية رقيقة الأوراق
- سيسلرية سادلرية
- سيسلرية سماوية
- سيسلرية صلبة
- سيسلرية عريضة الأوراق
- سيسلرية غمدية
- سيسلرية فضية
- سيسلرية قاسية
- سيسلرية قلورية
- سيسلرية كروية الرأس
- سيسلرية لامعة
- سيسلرية مبيضة
- سيسلرية هوفلريانية
- سيسلرية وبرية
- (الاسم العلمي:Sesleria bielzii)
- (الاسم العلمي:Sesleria coerulans)
- (الاسم العلمي:Sesleria doerfleri)
- (الاسم العلمي:Sesleria korabensis)
- (الاسم العلمي:Sesleria phleoides)
- (الاسم العلمي:Sesleria taygetea)
- (الاسم العلمي:Sesleria wettsteinii)